# Cornelius (musicista)
Cornelius, pseudonimo di Keigo Oyamada (小山田圭吾?, Oyamada Keigo; Tokyo, 27 gennaio 1969), è un musicista, compositore, disc jockey e produttore discografico giapponese.
Tra i più famosi e importanti dj in attività, Cornelius fu pioniere dello Shibuya kei in qualità di membro dei Flipper's Guitar e con le sue pubblicazioni da solista degli anni novanta. In anni più recenti ha collaborato con numerosi artisti importanti del panorama musicale giapponese e composto le colonne sonore per il cinema e la televisione.

## Biografia

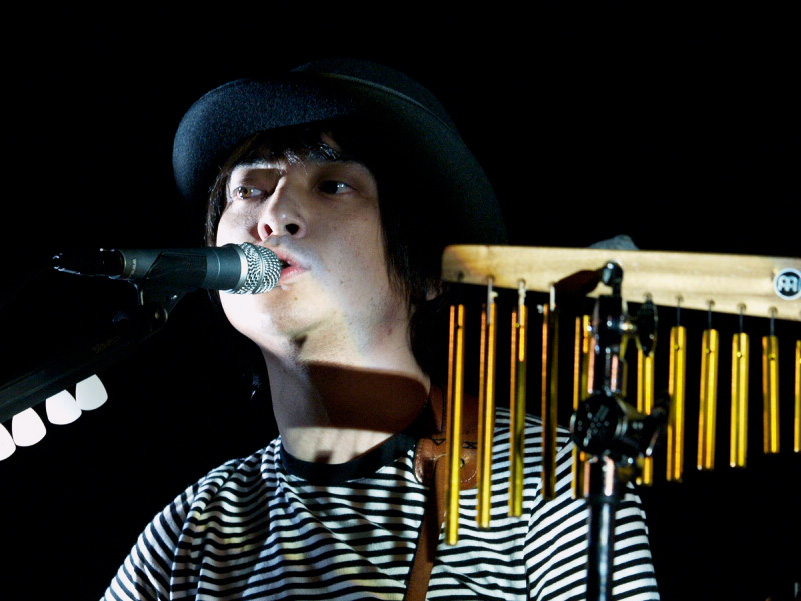
Cornelius al Moers Festival 2007

Cornelius nacque nel 1969 a Setagaya, un quartiere residenziale di Tokyo. Negli anni ottanta entrò nei Lollipop Sonic, presto rinominati Flipper's Guitar, ricordati per aver gettato le basi del genere Shibuya kei.
Dopo lo scioglimento dei Flipper's Guitar nel 1991, Oyamada assunse lo pseudonimo di "Cornelius" e intraprese la carriera solista. I suoi primi album The First Question Award del 1994 e 69/96 dell'anno seguente entrarono nella top 10 della classifica giapponese e contribuirono a renderlo una celebrità in patria. Ebbe ancora più successo il seguente Fantasma del 1997 che lo impose all'attenzione all'estero.. Ha fondato l'etichetta Trattoria rec. che ha prodotto i lavori di Kahimi Karie, Bridge, Seagull Screaming Kiss Her Kiss Her, Hanatarash. Il disco si inserì alla sesta posizione della classifica giapponese ed entrò alla posizione numero 37 di quella britannica degli album indie. Un anno dopo pubblicò anche la sua prima raccolta di remix di brani di altri artisti CM.
Il primo album in studio di Cornelius del nuovo millennio, Point (2001), segnò una rottura dalle prime pubblicazioni Shibuya kei proponendo brani che, ispirandosi alla bossa nova, «enfatizzano l'interazione tra le texture tra elettronica e chitarra». Point fu fino a quel momento l'album di maggior successo commerciale dell'artista: si inserì infatti alla posizione numero 4 in Giappone, alla 18 in quella britannica degli album indie, alla 47 della Independent Albums statunitense e alla numero 17 della Top Dance Albums statunitense.
Negli anni 2000 collaborò con i membri degli Yellow Magic Orchestra e Yoko Ono. Nel 2006 pubblicò il quinto album da solista Sensuous, che si avvale della presenza dei Kings of Convenience e compose la colonna sonora del videogioco per Game Boy Advance Coloris.
Nel 2010 collaborò con Beck a una traccia utilizzata nella colonna sonora del film Scott Pilgrim vs the World. Negli anni 2010 entrò a far parte del supergruppo Metafive, comprendente l'ex Yellow Magic Orchestra Yukihiro Takahashi, Yoshinori Sunahara e Towa Tei e collaborò nell'album di Salyu S(o)un(d)beams (2011). Cornelius pubblicò il suo album Mellow Waves nel 2017.
In alcuni show tenuti in Giappone, Cornelius si è avvalso di un'orchestra di cinquanta suoi cloni, di un pubblico munito di lenti tridimensionali e di emittenti radio che accompagnavano con selezioni musicali i suoni dei musicisti in sala.

## Discografia

### Album
- 1994 – The First Question Award
- 1995 – 69/96
- 1997 – Fantasma
- 2001 – Point
- 2006 – Sensuous

### EP
- 1993 – Holidays in the Sun
- 1999 – Cornelius Works 1999

### Singoli
- 1993 – The Sun Is My Enemy
- 1993 – Perfect Rainbow
- 1994 – (you can't always get) what you want
- 1994 – Moon Light Story
- 1995 – Moon Walk
- 1997 – Star Fruits
- 1997 – Surf Rider
- 1997 – Star Fruits Surf Rider
- 1997 – Freefall
- 1997 – Chapter 8
- 2001 – Point of View Point
- 2001 – Drop
- 2006 – Music
- 2006 – Breezin'

### Album di remix
- 1996 – 96/69
- 1998 – FM
- 1998 – CM
- 2003 – CM2
- 2003 – PM

### Album video
- 2000 – EUS
- 2003 – Five Point One
- 2008 – Sensuourround

## Colonne sonore

### Videogiochi
- 2006 – Coloris